# Macomer
Macomer är en ort och kommun i provinsen Nuoro i regionen Sardinien i Italien. Kommunen hade 10 019 invånare (2017).